# Salmo schiefermuelleri
Salmo schiefermuelleri es una especie de pez de la familia Salmonidae en el orden de los Salmoniformes.

## Hábitat
Vive en zonas de  aguas dulces templadas.

## Distribución geográfica
Se encuentra en los lagos de Austria.

## Estado de conservación
Se sospecha que se haya  extinguido.